# Králíky (Ústí nad Orlicí-i járás)
Králíky település Csehországban, az Ústí nad Orlicí-i járásban. Králíky Malá Morava, Dolní Morava, Lichkov, Těchonín, Orličky és Červená Voda településekkel határos. Lakosainak száma 4126 fő (2024. január 1.).

## Népesség
A település lakosságának változását az alábbi diagram mutatja:
| Lakosok száma | 7840 | 7829 | 6865 | 4457 | 5067 | 3876 | 4300 | 4196 | 3876 | 4126 |
|               | 1869 | 1900 | 1921 | 1961 | 1980 | 2011 | 2016 | 2019 | 2021 | 2024 |